# Divadlo Járy Pokojského
Divadlo Járy Pokojského je integrovaný soubor, na jehož činnosti se podílejí mladí lidé s různými formami handicapu, zejména lidé s postižením pohybového aparátu. Od svého založení funguje soubor pod hlavičkou brněnského občanského sdružení Archa community. Členové uskupení si původně kladli za cíl inscenovat pouze hry fiktivního všeuměla Járy Cimrmana, ale později začali do repertoáru zařazovat i další autory.

## Historie
Zformování skupiny předcházel letní tábor pro vozíčkáře, který v roce 1997 organizovalo sdružení Archa community. Příznivci kultu Járy Cimrmana si na něm pro radost secvičili scénu ze hry Posel světla. Díky pozitivní odezvě diváků založili týž rok amatérský integrovaný soubor, kam přizvali další přátele. Členové nově vzniklého uskupení se rozhodli i nadále soustřeďovat na inscenování her Divadla Járy Cimrmana. Analogicky k tomu si dali název Divadlo Járy Pokojského (německé slovo das Zimmer [cimr] znamená česky pokoj). Soubor nalezl domovskou scénu v brněnském Divadle Barka, otevřeném kulturním zařízení, jehož předností je bezbariérový přístup do části hlediště i na scénu.
Vedení nového uskupení se ujal Vladan Vlček, po němž se stal principálem dlouholetý člen kolektivu Michael Vidura.

## Soubor a poetika divadla
Divadlo představuje volné sdružení ochotníků. Někteří jeho členové jsou lidé s různými formami tělesného či mentálního handicapu. Výraznou část souboru tvoří lidé na invalidním vozíku.
Členové souboru se střídají v režijní práci. Herecká základna, k níž patří několik desítek amatérů, se průběžně obměňuje a doplňuje. Obsazení inscenací se odvíjí od schopností a charakterů jednotlivců, díky čemuž se herci projevují autenticky a případné handicapy dokáží příhodně využít ve svých rolích. Při obsazování rolí se režiséři neřídí striktně pohlavím vystupujících, a tak mohou být do ženských rolí podobně jako v Divadle Járy Cimrmana obsazeni muži. Herečky si naopak občas zahrají tam, kde by diváci očekávali muže .
Zvláště z finančních důvodů volí soubor jednoduchou scénografii a kostýmy. Některé scénáře nekladou na herce příliš vysoké nároky, a tak v nich sbírají zkušenosti převážně nováčci. Přípravu takových inscenací nazývají členové souboru „inkubátor“ a řadí mezi ně například Kočár nejsvětější svátosti nebo pohádku pro děti i dospělé Jen počkej, hlemýždi! z roku 2013.
Inscenace Divadla Járy Pokojského jsou typické svým svébytným humorem a sebeironií. Soubor se jejich prostřednictvím snaží dovést diváky k poznání, že se mohou smát hercům s handicapem. Tvůrci inscenací nechtějí v divácích vyvolávat lítost.

## Repertoár
Divadlo Járy Pokojského si pro svoji tvorbu volí scénáře, které jsou veřejnosti známé ze slavných divadelních či filmových zpracování. Nutnost přizpůsobovat scénáře tělesným možnostem herců nabízí prostor pro kreativní adaptace předloh.
Soubor uvede každý rok zpravidla jednu premiéru. Podle data prvního uvedení a typu inscenace lze jeho tvorbu rozdělit do dvou období.

### První období
Zprvu se soubor věnoval výhradně hrám převzatým od Divadla Járy Cimrmana. Po scéně ze hry Posel světla secvičilo divadlo hru Němý Bobeš. Se svolením autorů Zdeňka Svěráka a Ladislava Smoljaka pak skupina v nejrůznějších sestavách představila všechny ostatní cimrmanovské činohry, konkrétně tituly Dobytí severního pólu; Posel z Liptákova; Vražda v salonním coupé; Vyšetřování ztráty třídní knihy; Švestka; Záskok; Akt; Dlouhý, Široký a Krátkozraký; Hospoda Na mýtince; Blaník (2008); Afrika (2009); Lijavec (2014); České nebe (2015). Soubor v té době ještě neměl hlavního režiséra, který by jednotlivé inscenace řídil. Pouze čas od času dohlížel na průběh zkoušek jeden z herců.

### Druhé období
Počínaje rokem 2009 se soubor přestal striktně držet svých starých vzorů a začal doplňovat repertoár celovečerními hrami od dalších autorů. Cimrmanovský slovní humor vystřídaly mnohdy pohybově náročnější inscenace, které umožnily výraznější hudební a taneční vyjádření.
Z náročnějších her soubor nejprve zpracoval Mlýny (2009, r. Hynek Latta). Původní inscenace pražského Divadla Sklep vznikla na motivy hry Život před sebou autorů Václava Havla a Karla Bryndy (1959). Divadlo Járy Pokojského zůstalo věrné svému komediálnímu pojetí her. Inscenaci, která byla zasazena do období socialismu, oživil zpěv i tanec. V přestávkách, které byly nutné k přestavbě scény, bavili herci publikum ztvárňováním socialistických televizních reklam s postavičkou Pana Vajíčka.
Následující rok secvičili členové Divadla Járy Pokojského hru se zpěvy a tanci Limonádový Joe (2010, r. Michael Vidura). Za textový podklad si zvolili původní verzi hry Jiřího Brdečky z roku 1944, kterou za protektorátu hrálo pražské divadlo Větrník. V doprovodu hudební skupiny herci interpretovali písně, jež diváci znali z filmové adaptace. Výrazným kostýmním prvkem byly kovbojské vestičky a návleky na nohy vyrobené z karimatek.
Další hra, kterou soubor uvedl na scénu, nesla název Vyloženě rodinná historie (2011, Tomáš Medňanský, Petr Babička). Vznikla podle stejnojmenné televizní inscenace Otto Zelenky (1969). Autor v ní na příkladu obyčejné rodiny vykreslil, jakým způsobem a za jakých okolností se může dostat k vládě totalitní moc.
K výraznějším počinům, které byly v Divadle Barka realizovány, se zařadil slavný muzikálový příběh Balada pro Banditu (2012, r. Aneta Vidurová) autorské dvojice Milan Uhde a Miloš Štědroň. Herci v jednoduchých lidově stylizovaných kostýmech opět zpívali za doprovodu hudební skupiny. Minimalistickou scénu tvořila půlkruhová konstrukce z židlí, kterou osvětlovaly svíčky.
Následovaly inscenace menšího rozsahu, na kterých se měli možnost zaučit noví herci. Nejprve vznikly tři krátké pohádky pro děti i dospělé Kašpárek a žába Kuňka, Jak Jarda Uzlíček kopal brambory a Jen počkej, hlemýždi! autora Vlastimila Pešky (2013, r. Petr Škranc, Milena Rojtová). Necelý rok poté vystoupili noví členové souboru v milostné komedii o peruánském místokráli a krásné herečce s názvem Kočár nejsvětější svátosti (2013, r. Michael Vidura).
Nejrozsáhlejším experimentálním představením se stal Přelet nad kukaččím hnízdem (2014, r. Lukáš Kořísek). Soubor při něm navázal spolupráci se skupinou tlumočníků do českého znakového jazyka Hands Dance a se Střediskem Teiresiás z Masarykovy univerzity, a tak se mu podařilo zprostředkovat zážitek současně nevidomým divákům i Neslyšícím.
První inscenace Divadla Járy Pokojského, v níž si vozíčkáři zahráli role vozíčkářů, nesla název Pavilon pro svobodné pány aneb Neuvěřitelná služba asistenta Kocourka (2016, r. Aneta Vidurová). Inscenace se zakládala na divadelní hře Seána O'Caseyho. Odehrávala se v ústavu sociální péče a hybatelem děje se stal osobní asistent.
V říjnu roku 2017 se soubor účastnil čtvrtého ročníku festivalu integrované tvorby FEST IN v Divadle Barka a při této příležitosti poprvé uvedl dramatické výstupy Kriplíci aneb Nekorektní skeče ze života hmyzu (2017 r. Vítězslav Větrovec). Inspiraci tvůrci čerpali ze skutečných humorných příhod, které se odehrály v životě lidí se specifickými nároky.

## Působení souboru a benefice
Soubor uvádí všechny premiéry i většinu repríz ve svém domovském Divadle Barka. Kromě toho však hostuje po celé České republice. Pravidelně navštěvuje hlavně obce v okolí Brna, ale příležitostně zavítá i na vzdálenější místa. Účastní se různých festivalů, dosud to byl například Cimrfest v Lomnici, Quijotova šedesátka v Lipnici nad Sázavou nebo festival FEST IN v domovském Divadle Barka. Herci se představili také v Českém Krumlově při příležitosti Dne s handicapem nebo hráli pro diváky v pražském Jedličkově ústavu.
Výtěžek z představení bývá využit na dobročinné účely. Někdy jsou prostředky použity na aktivity občanského sdružení Archa community nebo podobných spolků (financování auta pro vozíčkáře, rekondičních pobytů, letních táborů apod.), jindy je tímto způsobem podpořen provoz Divadla Barka.